# Анкудинова, Елена Андреевна
Еле́на Андре́евна Анкуди́нова (29 июня 1953, Советская Гавань, Хабаровский край — 26 ноября 2015, Ярославль) — искусствовед, директор Ярославского-музея-заповедника (2001—2010), директор историко-архитектурного комплекса «Вятское» (2010—2014). Заслуженный работник культуры Российской Федерации (2006). Лауреат Государственной премии Российской Федерации (2012).

## Биография
Родилась в семье военного инженера-связиста и учительницы географии. В 1956 году вместе с родителями переехала в Новокузнецк, потом во Владивосток, в 1965 году в Ярославль, где в 1971 году окончила школу № 15.
С 1972 года работала в Ярославском музее-заповеднике смотрителем. В 1973 году поступила на исторический факультет Ярославского университета. Вскоре вместе с мужем переехала в Тутаев. В 1978 году заочно окончила исторический факультет Ярославского педагогического института. После отпуска по уходу за ребёнком работала в библиотеке фабрики «Тульма».
В начале августа 1978 года стала младшим, а через два года — старшим научным сотрудником, в 1984 году — заведующей отдела архитектуры Ярославского музея-заповедника. За 20 лет работы в отделе организовала более 20 экспозиций. Исследовала монументальную живопись Ярославля. С 1997 года заместитель директора областного Департамента по культуре и туризму — председателя Комитета по туризму.
С 3 января 2001 года директор Ярославского музея-заповедника. Среди достижений музея в эти годы гран-при Международного фестиваля «Интермузей» (2006), участие в числе 30 лучших музеев Европы в Европейском музейном форуме (2008). Из профессиональных удач Анкудиновой особо отмечают проведение ежегодного фестиваля «Преображение». Член президиума Союза музеев России.
С 30 сентября 2010 года областным Департаментом культуры освобождена от должности в связи с истечением срока трудового договора, что вызвало протест сотрудников музея. Более двухсот сотрудников ведущих музеев страны по этому поводу подписали открытое письмо Президенту России и др. По их мнению, высокий уровень развития музея является прямым следствием деятельности Анкудиновой, а решение о её увольнении — отражением тенденции сделать учреждения культуры более «послушными» и «управляемыми». 10 ноября Анкудинова заняла пост директора историко-архитектурного комплекса «Вятское», а 26 ноября 2010 года решением Кировского районного суда восстановлена в должности директора Ярославского музея-заповедника с компенсацией материального и морального ущерба. Фактически к работе директором музея-заповедника не приступила и по собственному желанию продолжила руководство комплексом «Вятское». В 2014 году перешла на работу в новый музей, сегодня носящий имя его основателя Вадима Орлова.
Скончалась 27 ноября 2015 года в результате онкологического заболевания.
Автор и соавтор ряда монографий: «Утраченные святыни Ярославля» (1987), «Цвет духовный. Пасха и двунадесятые праздники православной церкви» (2001), «Спасо-Преображенский собор Спасского монастыря в Ярославле» (2002), ; автор большого числа публикаций (статей, докладов) в журналах, газетах, тематических сборниках.
Заслуженный работник культуры Российской Федерации (2006). Дважды удостаивалась премий губернатора Ярославской области за вклад в развитие музейного дела: за работы по возрождению колокольных звонов на звоннице Спасо-Преображенского монастыря (1993) и за выставку «Святые святыни земли Ярославской» (1995).

## Сочинения
- Утраченные святыни Ярославля. — 1987.
- Цвет духовный. Пасха и двунадесятые праздники православной церкви. — 2001.
- Анкудинова Е. А., Мельник А. Г. Спасо-Преображенский собор Спасского монастыря в Ярославле. — Северный паломник, 2002. — 104 с. — 3000 экз. — (Памятники художественной культуры Древней Руси). ISBN 5-94431-040-5
- Анкудинова Е. А., Мельник А. Г. Transfiguration Cathedral in Yaroslavl. — Северный паломник, 2002. — 104 с. — 2000 экз. — (Treasures of Medieval Russian Art). ISBN 5-94431-081-2